# 都靈蘇薩港車站
都靈蘇薩港車站（義大利語：Torino Porta Susa）是意大利北部城市都灵的鐵路车站，該站為都靈第二繁忙的幹線車站，僅次於都靈新門車站。

## 歷史
車站啟用於1868年城市向西擴張期間，後於2006年開始進行改建，
2008年隨著米蘭—都靈高速鐵路的開通，新的都靈蘇薩門車站啟用，隔年舊站房退役，所有鐵路線遷至新站房。但彼時部分改建工程仍在持續。2013年1月14日，車站由總理馬里奧·蒙蒂主持揭幕。